# Cohors II Alpinorum equitata
Cohors secunda Alpinorum equitata ("2ª parte de la cohorte de Alpini") fue un regimiento auxiliar de infantería mixta y regimiento de caballería romano. Alpini fue un nombre genérico que denotó varias tribus celtas de montaña que habitaban los Alpes entre Italia y la Galia, que se organizaron como las provincias Tres Alpes.

## Historia

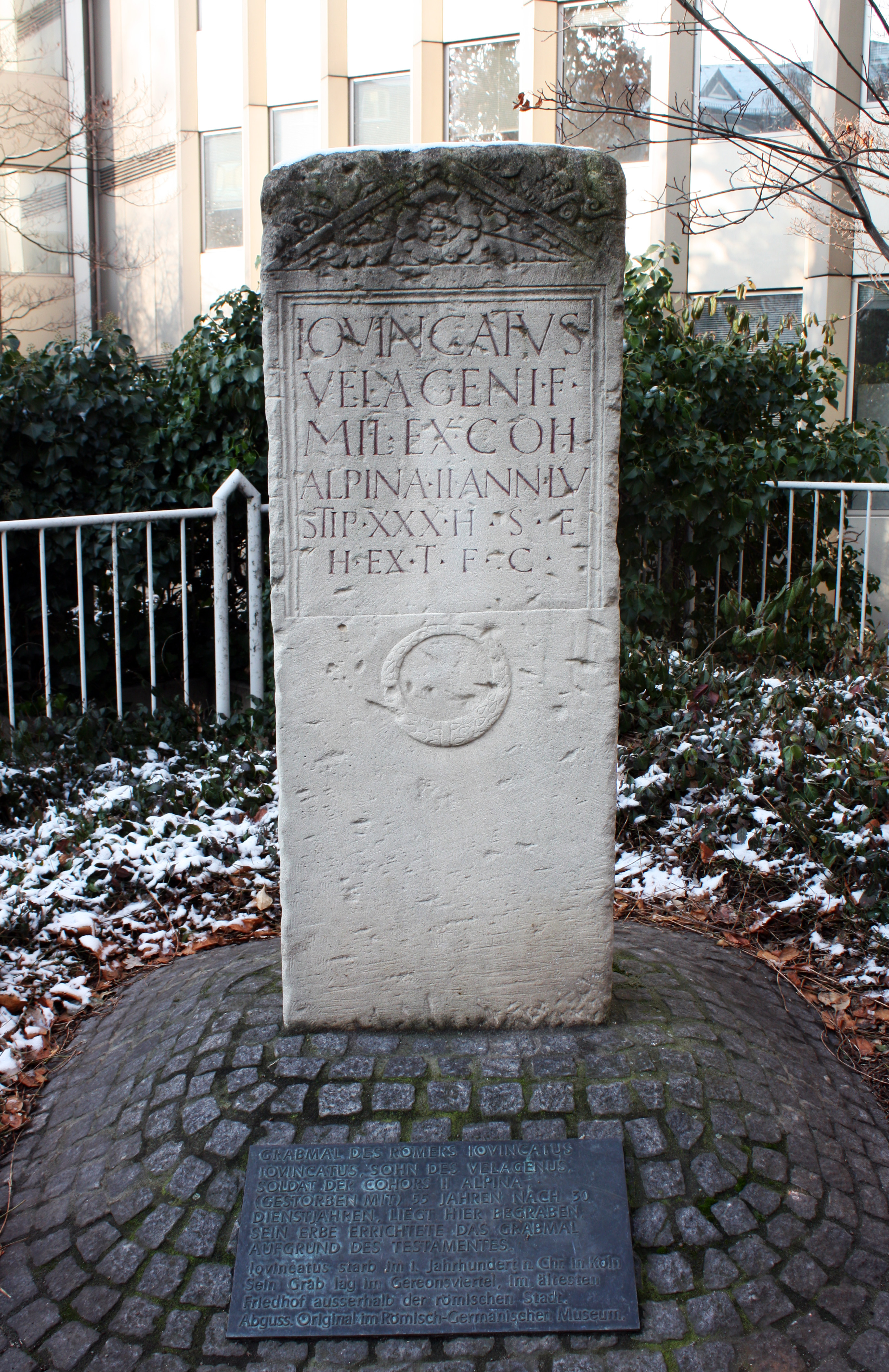
Epitafio de un soldado de la unidad procedente de Colonia (Alemania).

El regimiento fue creado probablemente como uno de 4-6 unidades de Alpini, reclutadas después de la anexión final de las regiones alpestres occidentales por el emperador Augusto en el 15 a. C. Aparece por primera vez en el registro epigráfico datable en Ilírico en el 60 d. C. No más tarde del 84 se colocó en Panonia, aunque inscripciones en Colonia Claudia Ara Agrippinensium (Colonia) en Germania Inferior sugieren que tuvo una breve estancia entre Ilírico y Panonia. Cerca del 107, cuando Panonia se dividió en dos, el regimiento permaneció en Panonia Superior. Todavía estaba en esa provincia en el momento de su última inscripción datable (223-35). Las inscripciones del regimiento se han encontrado en las siguientes fortalezas romanas (en orden probable de ocupación): Mursa; Colonia Claudia Ara Agrippinensium (Germania); Baratsföldpuszta; Dunaubogdány (185 y 223).
Se conservan tres nombres de los praefecti (comandantes del regimiento). Solo uno tiene un cierto origen, Aulo Plaucio Bassiano, de la ciudad de Roma. Un vexillarius (portaestandarte del regimiento) se registra como de la tribu Ilirio Dalmatae y un tubicen (trompetista) de origen desconocido. También existen cinco nombres de caligati (soldados comunes), todos de origen desconocido.

## Citas
1. ↑  Holder (1980) 111
2. ↑  Spaul (2000) 264